# Samordningsförbund
Samordningsförbund är en samordningsorganisation mellan svenska myndigheter som finansierar olika typer av rehabiliteringsinsatser för sjukskrivna eller arbetslösa personer, med målet att de ska få stöd och rehabilitering så att de kan försörja sig själva. Samordningsförbunden kan samordna de olika myndigheternas insatser och utveckla gemensamma metoder, så att man når en ökad effektivitet. Genom samarbete och samlokalisering kan samordningsförbunden även förhindra att människor hamnar i en rundgång mellan olika myndigheter och insatser. Verksamheten regleras i lag (2003:1210) om finansiell samordning av rehabiliteringsinsatser.

## Ingående parter
Ett samordningsförbund består alltid av Arbetsförmedlingen, Försäkringskassan, en region och en eller flera kommuner. Kommunerna kan delta med hela eller delar av kommunen, och de kommuner som ingår i ett visst samordningsförbund måste inte vara från samma region. Förbundens sammansättning kan alltså variera, för att anpassas till lokala förutsättningar och arbetsmarknader.
Under 2022 fanns ett 70-tal samordningsförbund i Sverige. I nio regioner fanns ett enda förbund, medan övriga regioner hade mellan två och fjorton samordningsförbund per region.